# Європейський юрист

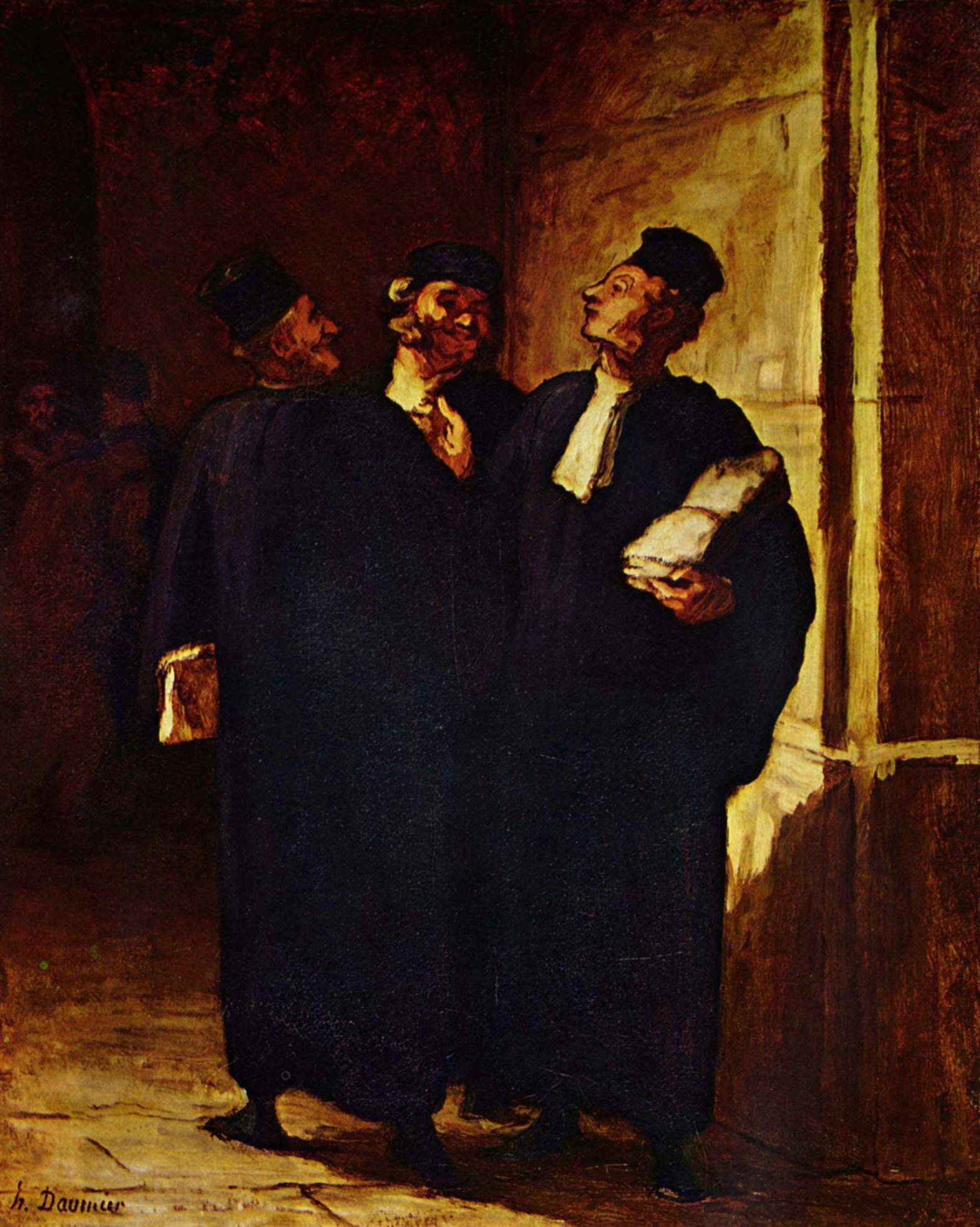
Картина XIX століття із зображенням адвокатів, написана французьким художником Оноре Дом’є.

Європейський юрист, окрім самоочевидного визначення «юрист у Європі», також посилається на конкретне визначення, запроваджене Наказом про Європейські Спільноти (служби юристів) Сполученого Королівства 1978 року, який дозволяє юристам з інших держав-членів ЄС займатися адвокатською діяльністю у Сполученому Королівстві відповідно до Директиви ЄС № 77/249/EEC.
Термін юрист ЄС також використовується в законодавстві Сполученого Королівства.
Наказ містить перелік країн походження та позначень, які наказ застосовує до, наприклад, професіонала, який «має право займатися своєю професійною діяльністю» такого як «адвокат» у Фінляндії, може працювати в Європі як «європейський юрист».
Наказ також встановлює тимчасові обмеження щодо видів легальної діяльності, які можуть виконувати такі особи. Юристи з інших європейських країн, які практикуються в Сполученому Королівстві, повинні бути пов’язані з відповідним консультантом і на вимогу компетентного органу вони повинні підтвердити свій статус.
Після можливого тимчасового обмеження, такого як вищезазначене, юристи ЄС можуть отримати та використовувати титул країни, в якій вони проживають і працюють, як правило, після трьох років практики під титулом походження (і можливих обмежень) або після іспиту, який підтверджує еквівалентність. Вибір за професіоналом, а не за баром чи країною.

## Професії, що застосовуються до порядку ЄС
Нижче наведено повний перелік професій, до яких можна застосувати назву «Європейський юрист»;
| Держава               | Професія                                          | Тривалість юридичної освіти |
| --------------------- | ------------------------------------------------- | --- |
| Австрія               | Rechtsanwalt                                      | 4-5 років навчання + 5 років навчання + іспит |
| Бельгія               | Avocat                                            | 5 років навчання + 3 роки навчання + іспит |
| Бельгія               | Advocaat                                          | 5 років навчання + 3 роки навчання + іспит |
| Бельгія               | Rechtsanwalt                                      | 5 років навчання + 3 роки навчання + іспит |
| Болгарія              | Advokat                                           | |
| Кіпр                  | Dikegόros                                         | |
| Хорватія              | Odvjetnik                                         | 5-річний ступінь + + 3-річне юридичне стажування + іспит |
| Чехія                 | Advokát                                           | 5 років навчання + 3 роки юридичного стажування + іспит |
| Данія                 | Advokat                                           | 5 років навчання |
| Естонія               | Vandeadvokaat                                     | |
| Фінляндія             | Asianajaja                                        | 5-6 років навчання |
| Фінляндія             | Advokat                                           | 5-6 років навчання |
| Франція               | Avocat                                            | 4 роки навчання + іспит + юридична школа протягом 18 місяців + іспит                                                                                                   |
| Німеччина             | Rechtsanwalt                                      | 5-6 років навчання + іспит + 2 роки юридичного стажування + іспит |
| Греція                | Dikegόros                                         | 4 роки навчання + 18 місяців юридичного стажування + іспит |
| Угорщина              | ügyvéd                                            | 5 років навчання + 3 роки юридичного стажування + іспит |
| Ісландія              | lögmaður                                          | |
| Ірландія              | Solicitor                                         | Солісітор проти баристера відзнаки, університетський або практичний досвід                                                                                             |
| Ірландія              | Barrister                                         | Солісітор проти баристера відзнаки, університетський або практичний досвід                                                                                             |
| Італія                | Avvocato                                          | 5 років навчання + 1,5 року юридичного стажування + іспит |
| Латвія                | Zvērināts                                         | |
| Латвія                | Advokāts                                          | |
| Ліхтенштейн           | Rechtsanwalt                                      | Немає юридичного факультету; визнання австрійських та швейцарських дипломів про вищу юридичну освіту.                                                                  |
| Литва                 | Advokatas                                         | |
| Люксембург            | Avocat                                            | Донедавна не було місцевої юридичної школи; визнання інших юридичних ступенів ЄС та додатковий курс з місцевого права                                                  |
| Люксембург            | Rechtsanwalt                                      | Донедавна не було місцевої юридичної школи; визнання інших юридичних ступенів ЄС та додатковий курс з місцевого права                                                  |
| Мальта                | Avukat                                            | 5 років навчання + 1 рік практики + іспит |
| Мальта                | Prokuratur Legali                                 | |
| Нідерланди            | Advocaat                                          | 4-5 років навчання + 3 роки навчання + іспит |
| Норвегія              | Advokat                                           | |
| Польща                | Adwokat                                           | 5 років навчання + вступний адвокатський іспит + 3 роки навчання в асоціації адвокатів та обов'язкова професійна діяльність + адвокатський іспит                       |
| Польща                | Radca Prawny                                      | 5 років навчання + вступний адвокатський іспит + 3 роки навчання в асоціації адвокатів та обов'язкова професійна діяльність + адвокатський іспит                       |
| Португалія            | Advogado                                          | 4 або 5-річний ступінь + іспит + навчання в асоціації адвокатів та обов'язкове професійне стажування та іспити (до 2 років)                                            |
| Румунія               | Avocat                                            | |
| Словаччина            | Advokát                                           | Ступінь магістра + 3-5 років стажування + іспит |
| Словаччина            | Advokátka                                         | Ступінь магістра + 3-5 років стажування + іспит |
| Словенія              | Odvetnik                                          | |
| Словенія              | Odvetnica                                         | |
| Іспанія               | Abogado                                           | 5 з половиною років навчання + іспит |
| Іспанія               | Advocat                                           | 5 з половиною років навчання + іспит |
| Іспанія               | Abokatu                                           | 5 з половиною років навчання + іспит |
| Іспанія               | Abogado                                           | 5 з половиною років навчання + іспит |
| Швеція                | Advokat                                           | 4-5 років навчання |
| Швейцарія             | Rechtsanwalt                                      | |
| Швейцарія             | Anwalt                                            | |
| Швейцарія             | Fürsprecher                                       | |
| Швейцарія             | Fürsprech                                         | |
| Швейцарія             | Avocat                                            | |
| Швейцарія             | Avvocato                                          | |
| Швейцарія             | Advokat                                           | |
| Сполучене Королівство | Solicitor                                         | Англія й Уельс: 3-річний ступінь + 0,5-1 рік LPC + 2-річний контракт на навчання Шотландія: 3-4 роки навчання + 1 рік диплом + 2-річний контракт на навчання           |
| Сполучене Королівство | Barrister (Англія й Уельс) / Advocate (Шотландія) | Англія й Уельс: 3 роки навчання + 1 рік BPTC + 1 рік учнівства Шотландія: 3-4 роки навчання + 1 рік диплом + досвід роботи в адвокатській конторі + стажування + іспит |